# Französische Allee
Die Französische Allee in Hanau ist – anders als der Name es suggeriert – keine Allee-Straße, sondern der zweitwichtigste Platz in der Neustadt Hanau, genauso groß wie der Markt. Er dient als Präsentationsfläche für die Wallonisch-Niederländische Doppel-Kirche der Neustadt.

## Geschichte

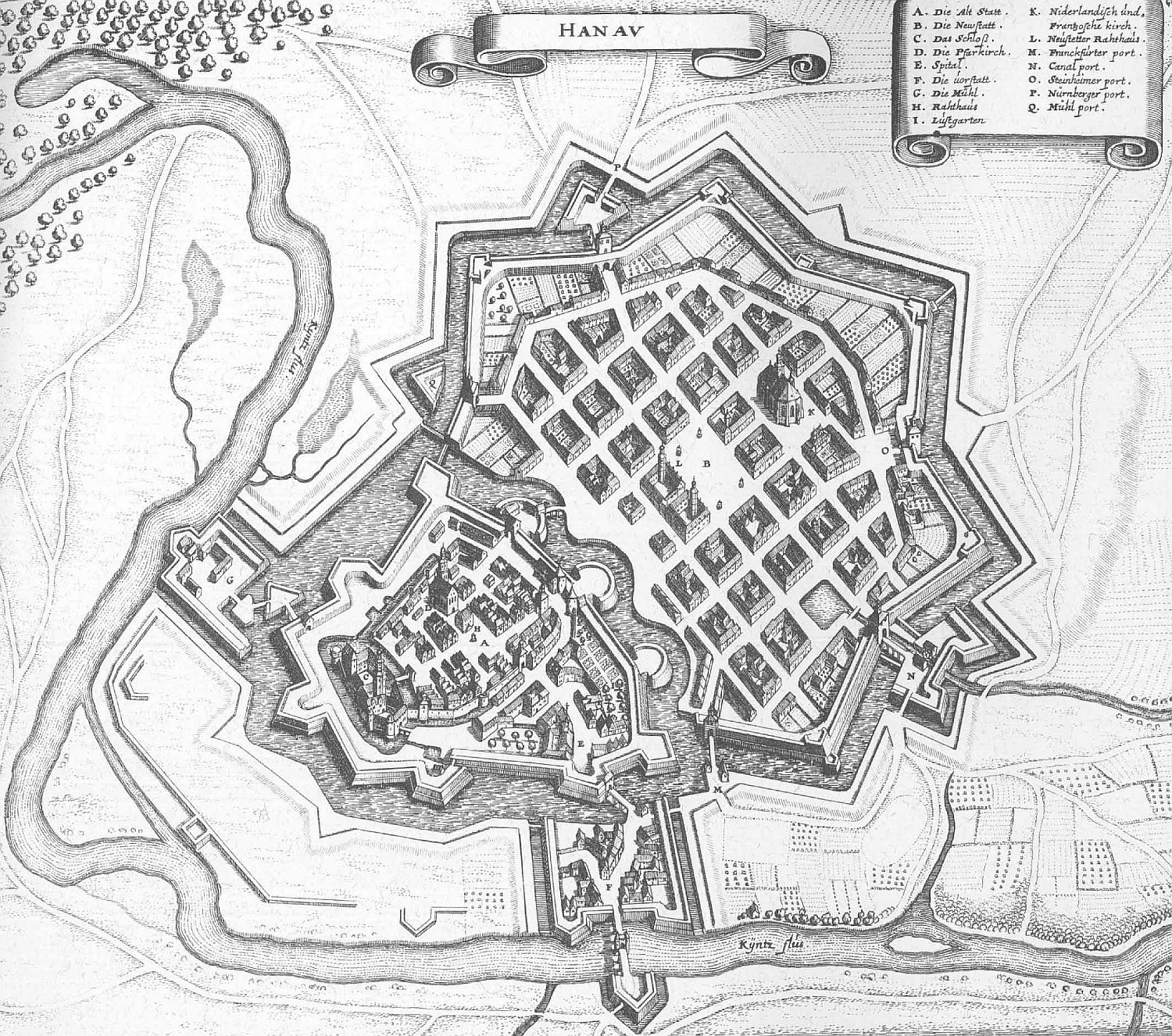
Auszug aus der Topographia Hassiae von Matthäus Merian 1655, einem Idealplan der Alt- (links) und Neustadt (rechts) Hanau. Auf dem rechts gelegenen Platz in der Neustadt steht die Doppelkirche

Am 1. Juni 1597 schloss Graf Philipp Ludwig II. einen Vertrag mit calvinistischen Flüchtlingen, die ursprünglich aus Frankreich und den Spanischen Niederlanden stammten, die Kapitulation der Neustadt Hanau, die ihre Ansiedlung in Hanau regelte. Sie ist der Gründungsakt für die Neustadt Hanau. Der Graf stellte das Baugelände südlich der Hanauer Altstadt zur Verfügung. Dem Stadtgrundriss lag ein regelmäßiges, im Winkel von 90 Grad zueinander verlaufendes Straßennetz zugrunde, das die zu bebauenden Straßenblöcke begrenzte. Zwei dieser Blöcke wurden ausgespart und bildeten den Neustädter Markt und die Französische Allee, ursprünglich Kirchplan genannt. Zwischen beiden verläuft die Paradiesgasse, die eine Sichtachse zwischen dem Neustädter Rathaus am Markt und der Wallonisch-Niederländischen Doppel-Kirche auf der Französischen Allee herstellt. Dies beinhaltete auch ein politisches Programm: Die weitgehende politische und kirchliche Selbstständigkeit der neuen Stadt gegenüber dem Landesherren wurde damit baulich zum Ausdruck gebracht.
Nach den ersten Entwürfen für die Neustadt Hanau war hier kein Platz vorgesehen. Die Kirchen sollten in die Blockrandbebauung eingefügt werden. Schließlich wurden sie aber freistehend als ein Gebäude, als Doppelkirche, asymmetrisch, nämlich auf die nördliche Hälfte des Platzes, gesetzt. Der Platz war historisch ein herausragendes Wohnquartier für die bürgerliche Oberschicht der Neustadt.

## Bedeutung
Die Französische Allee gehört zu einer Reihe von Plätzen, die sich nahezu axial von Nord nach Süd durch Alt- und Neustadt Hanau ziehen: Schlossplatz, Altstädter Markt, Freiheitsplatz, Neustädter Markt, Französische Allee und Hafenplatz.
Die Französische Allee ist denkmalrechtlich nach dem Hessischen Denkmalschutzgesetz Bestandteil der Gesamtanlage Französische Allee mit Wallonisch-Niederländischer Kirche.

## Bebauung

### Denkmal für Graf Philipp Ludwig II.

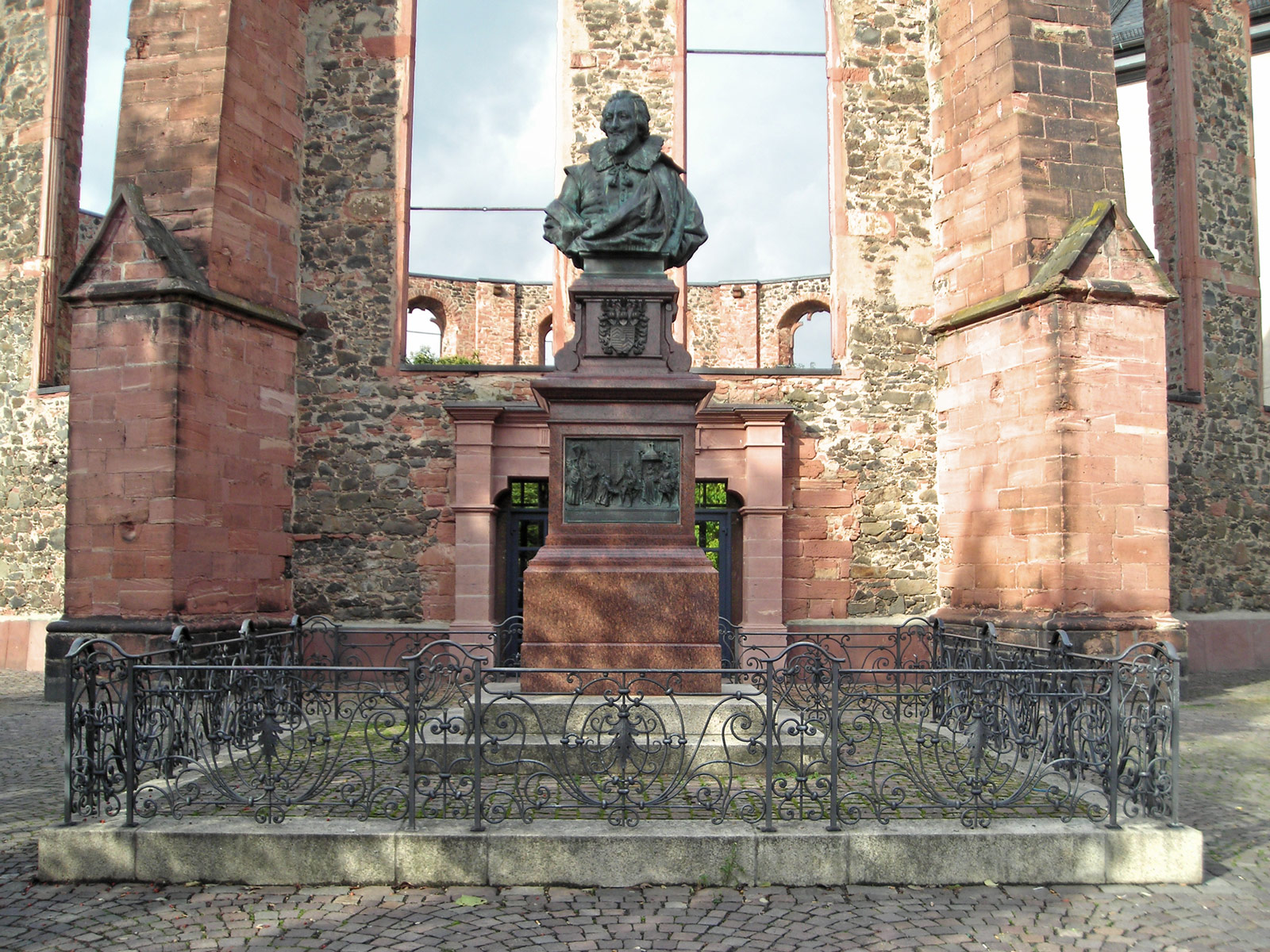
Denkmal für Graf Philipp Ludwig II. von Hanau-Münzenberg

Seit 1988 steht südlich der Kirche das Denkmal für Graf Philipp Ludwig II. Es ist sein zweiter Standort. Ursprünglich wurde es anlässlich der 300-Jahr-Feier der Gründung der Neustadt Hanau 1897 in einer ehemaligen kleinen Grünanlage im südöstlichen Bereich des heutigen Freiheitsplatzes errichtet. Es handelt sich um eine Portraitbüste des Grafen auf einem Sockel mit Inschriftentafel. Beides wurde aus dem Trümmerschutt des Zweiten Weltkriegs geborgen und in der Französischen Allee neu aufgestellt.

### Nachkriegsbebauung
Im Gegensatz zu seiner Tradition als herausragendes Wohnquartier der Neustadt wurde der Platz im Wiederaufbau nach den großflächigen Zerstörungen der Hanauer Innenstadt im Zweiten Weltkrieg nun überwiegend mit Wohnblöcken des sozialen Wohnungsbaus umbaut. Die Gebäude sind alle Bestandteile der Gesamtanlage. Ein Wohnblock in der angrenzenden Hahnenstraße, noch innerhalb der Gesamtanlage, ist als Einzel-Kulturdenkmal ausgewiesen. Es handelt sich um ein Laubenganghaus, das aus zehn – jeweils zweigeschossigen – Wohneinheiten besteht. Es dokumentiert einen unkonventionellen und kostengünstigen Ansatz innerhalb des Siedlungsbaus, bei dem immer zwei Einfamilienhäuser übereinander angeordnet werden. Die unteren Wohneinheiten haben jeweils einen straßenseitigen Zugang, die oberen werden über eine als Balkon ausgebildete Erschließung im zweiten Obergeschoss erreicht.
In jüngerer Zeit soll die Französische Allee durch Sanierung des Wohnungsbestands städtebaulich aufgewertet werden. Ein erster Schritt hierzu war der Abriss und Neubau des Wohnblocks im Westen (u. a. Französische Allee 17–25) unter dem Namen Westcarre. Anschließend folgte unter der Bezeichnung Ostcarre der Abriss und Neubau des Wohnblocks im Osten (Französische Allee 2–6). Eine weitere Aufwertung soll die bisher unterwertig als Parkplatz genutzte Fläche um die Wallonisch-Niederländische Kirche durch Umbau zu einer Grünfläche erfahren. Auch das denkmalgeschützte Laubenganghaus im Süden wurde zwischenzeitlich zugunsten eines Neubauprojekts der Nassauischen Heimstätte abgerissen.